# Ludwig Wyneken
Ludwig Wyneken (* 25. August 1802 in Hannover; † 30. November 1887 in Lütjenburg) war ein deutscher Richter und Abgeordneter im Herzogtum Holstein.

## Leben
Ludwig Wyneken studierte Rechtswissenschaft an der Christian-Albrechts-Universität zu Kiel. 1823 wurde er Mitglied des Corps Holsatia. Nach dem Studium kam er nach Lütjenburg, wo er Bürgermeister wurde. Im Zuge der Schleswig-Holsteinischen Erhebung wurde er von der dänischen Regierung seines Amtes enthoben. Nach dem Sieg Preußens im Deutsch-Dänischen Krieg 1864 kehrte er jedoch wieder in das Bürgermeisteramt zurück. Er war Oberamtsrichter und zuletzt Amtsgerichtsrat in Lütjenburg.
1870–1876 vertrat Wyneken als Abgeordneter den Wahlkreis Schleswig-Holstein 17 (Plön) im Preußischen Abgeordnetenhaus. In der 1. Session der 11. Legislaturperiode fraktionslos, gehörte er in den beiden folgenden Sessionen sowie in der gesamten 12. Legislaturperiode der Fraktion der Nationalliberalen Partei an.